# Roucamps

Roucamps este o comună în departamentul Calvados, Franța. În 1 ianuarie 2018 avea o populație de 226 de locuitori.